# Großsteingräber bei Groß Thondorf
Die Großsteingräber bei Groß Thondorf waren zwei Grabanlagen der jungsteinzeitlichen Trichterbecherkultur nahe dem zur Gemeinde Himbergen gehörenden Ortsteil Groß Thondorf im Landkreis Uelzen (Niedersachsen). Von diesen existiert heute nur noch eine. Das erhaltene Grab trägt die Sprockhoff-Nummer 766, das zerstörte die Nummer 767.

## Lage
Das erhaltene Grab liegt 1,5 km nordöstlich von Groß Thondorf in einem Waldstück. Das zerstörte Grab 2 lag südlich von diesem. In der näheren Umgebung gibt es zahlreiche weitere Großsteingräber. So befindet sich 960 m nordwestlich von Grab 1 das Großsteingrab Ahndorf, 2,2 km nordwestlich die Großsteingräber bei Lemgrabe und 1,9 km südöstlich die Großsteingräber bei Kettelstorf.

## Beschreibung

### Das erhaltene Grab 1

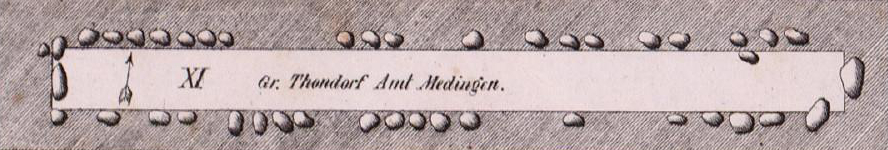
Das erhaltene Grab 1 nach von Estorff

Das Grab besitzt ein nordwest-südöstlich orientiertes Hünenbett mit einer Länge von etwa 50 m und einer Breite von 2,5 m. Die maximale Höhe beträgt 1,0 m. Bei der Aufnahme durch Georg Otto Carl von Estorff um 1846 hatte das Hünenbett mit 56 m zu 6,5 m noch größere Ausmaße. Die Umfassung war bereits damals nicht mehr vollständig und bestand noch aus 43 Steinen. Bei der erneuten Aufnahme durch Ernst Sprockhoff hatte sich diese Zahl bereits deutlich verringert und die meisten Steine lagen verstreut umher. Lediglich zwei Steine an der südwestlichen und einer an der nordöstlichen Langseite standen noch in situ. Eine Grabkammer ist nicht zu erkennen und vielleicht noch unter der Hügelschüttung verborgen.

### Das zerstörte Grab 2

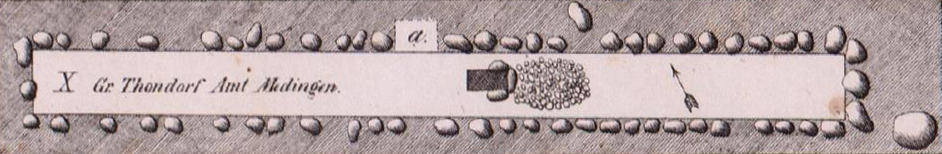
Das erhaltene Grab 2 nach von Estorff

Auch das zweite Grab war nordwest-südöstlich orientiert. Das Hünenbett hatte gemäß von Estorff eine Länge von 60 m und eine Breite von 7 m. Die Umfassung war noch annähernd vollständig erhalten. Etwa in der Mitte des Hünenbetts befand sich eine kleine Grabkammer, die aber bereits stark zerstört war. Nur noch der südöstliche Abschlussstein und die beiden anschließenden Wandsteine der Langseiten standen noch in situ. Ein Deckstein war neben das Hünenbett verschleppt worden. Südöstlich an die Grabkammer angrenzend stellte von Estorff ein großes Steinpflaster fest.